# 突込絞

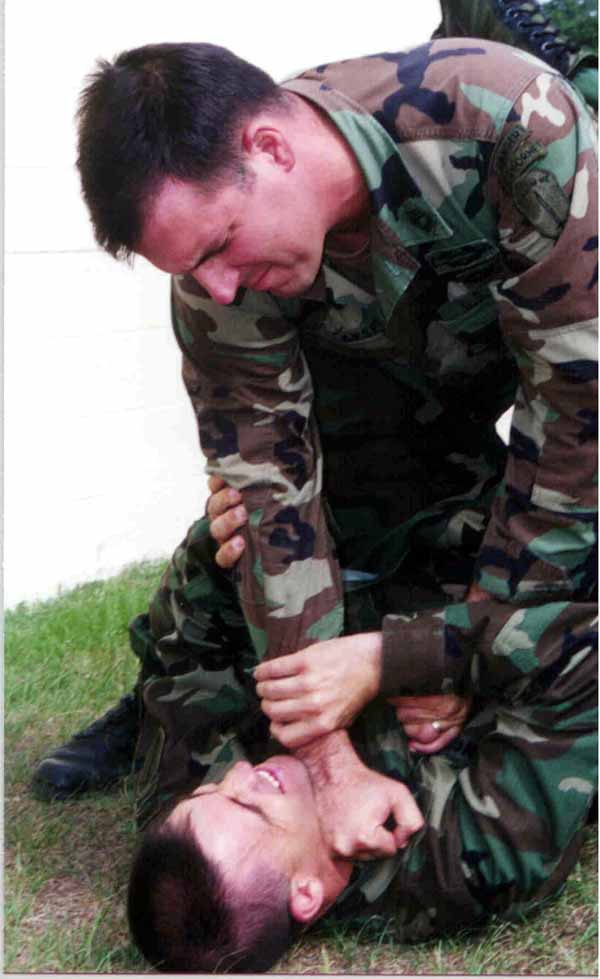
突込絞の基本形

突込絞（つっこみじめ）は、柔道の絞技12本の1つ。講道館や国際柔道連盟 (IJF) での正式名。IJF略号TKJ。神道六合流での別名襟絞（えりしめ）。

## 概要
柔道の絞技の中で、最も簡単に仕掛ける事が出来る技である。基本の形は右手で相手の左前襟を、左手で相手の右前襟を握り、片方の襟で相手の頸部を刈るようにして絞める技。仰向けの相手にマウントポジションやニーオンザベリーから極め技として使ったり、相手が両脚を閉じたクローズドガードの中のインサイドガードポジションから相手の両脚を開かせるためにとか、立ち姿勢の組手争いの中で使ったりする。
別名に「襟絞」があるが、これは両手絞の別名でもある。

## 変化
柔道家の小田常胤の書籍『柔道大観』（1929年）や映画『柔道の真髄 三船十段』では立ち姿勢から相手の両襟を持ってぶら下がるようにしゃがみ、上四方挟のように崩上四方固の下から両脚を振り上げて相手の頭部を挟み固定しながらの突込絞を紹介している。国際ルール2018年版ではこの絞め技の様に直接、両脚で頭部の固定を補うことは指導の反則となった。2017年版ではこの規定はなかった。全日本柔道連盟作成の『2018年～2020年国際柔道連盟試合審判規定』の日本語版にもこの記載は追加されなかった。

### ネクタイ絞
ネクタイ絞（ねくたいじめ）は両手で両襟を持つ突込絞。片手で相手の喉付近で相手の両襟を引っ張ればすべる程度に持ち、もう一方の手も相手の両襟持って引っ張り絞める。ネクタイチョークとは異なる技である。映像資料『講道館柔道 固技 分類と名称』（講道館）で取りあげられている。別名右片胸捕締（みぎかたむねどりじめ）。

### 左片胸捕締
左片胸捕締（ひだりかたむねどりじめ）は左手で相手の両横襟を持ち、右手で相手の左前襟を持つ突込絞。ネクタイ絞と似た技である。持つ前襟が片方の襟である点が異なる。神道六合流での別名片手絞（かたてじめ）。講道館やIJFの片手絞とは異なる技である。

### 懸垂絞
懸垂絞（けんすいじめ）は片脚を使った絞技。右手を受の左横襟、左手を受の右横襟を親指中で両手絞の様に取り、左手は下に引き右手は拳を受の首に押し付け、立ち姿勢だった場合は座り、左脚を振り上げ受の左から受の後頭部を抑えて絞める。

### 片閂からの突込絞
小室宏二は自著『柔道 固技教本』でガードポジションから相手の片腕を抱える腋固の片閂（かたかんぬき）から逆手で襟を持ち、もう一方の手で相手の頚動脈を逆手で襟を持ち拳で絞める逆十字絞、片羽絞に似た技も突込絞だと述べている。片閂からの逆十字絞と組み方はほとんど同じでこちらは襟を持った正拳部で相手の頸部を押すように絞める。1959年の書籍『柔道十講』は片十字絞に分類している。